# ژان-بتیست اودری
ژان-بتیست اودری (انگلیسی: Jean-Baptiste Oudry; ۱۷ مارس ۱۶۸۶ – ۳۰ آوریل ۱۷۵۵) نقاش روکوکو، حکاک و پرده‌نگار اهل فرانسه بود.

## نگارخانه

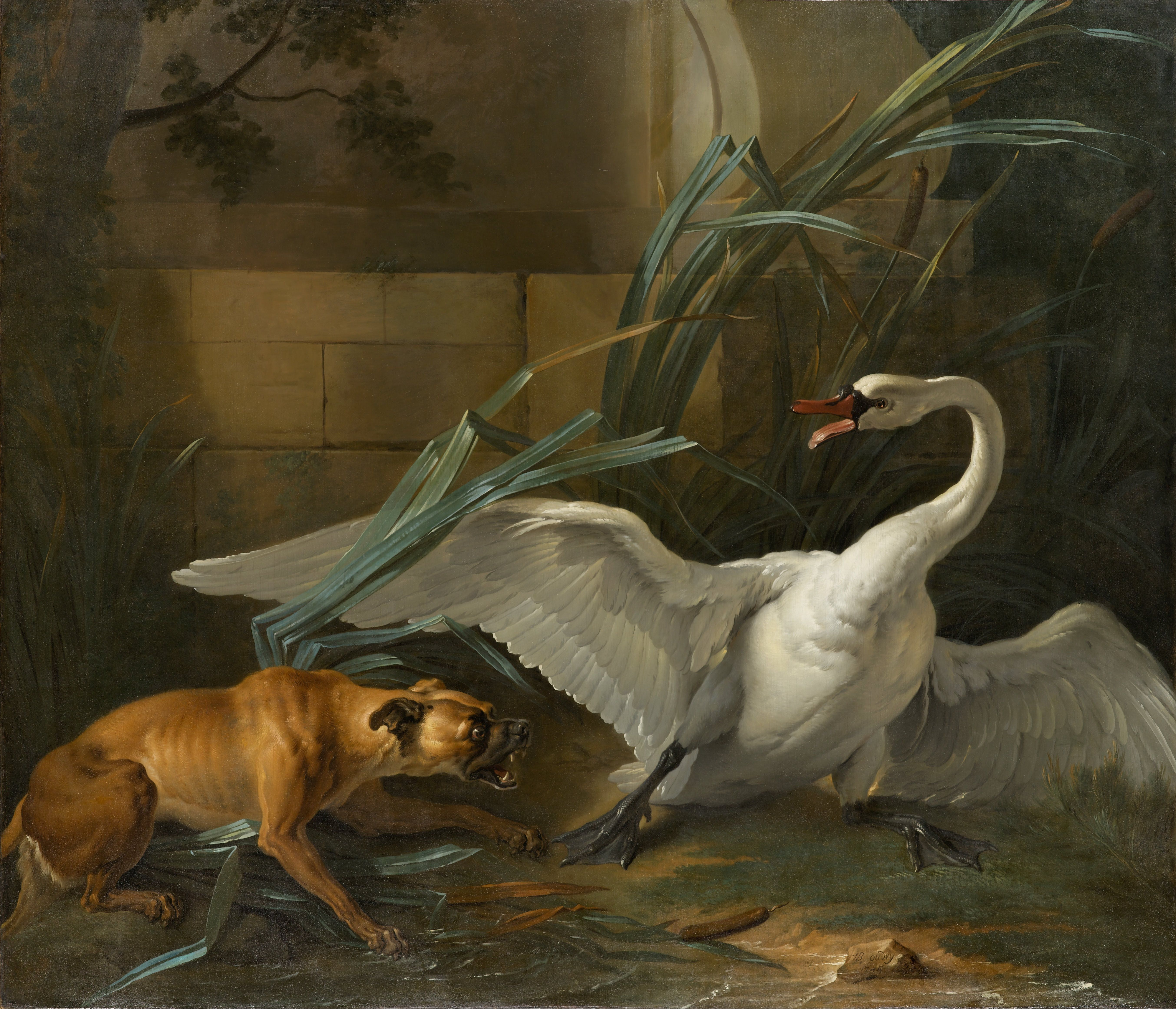
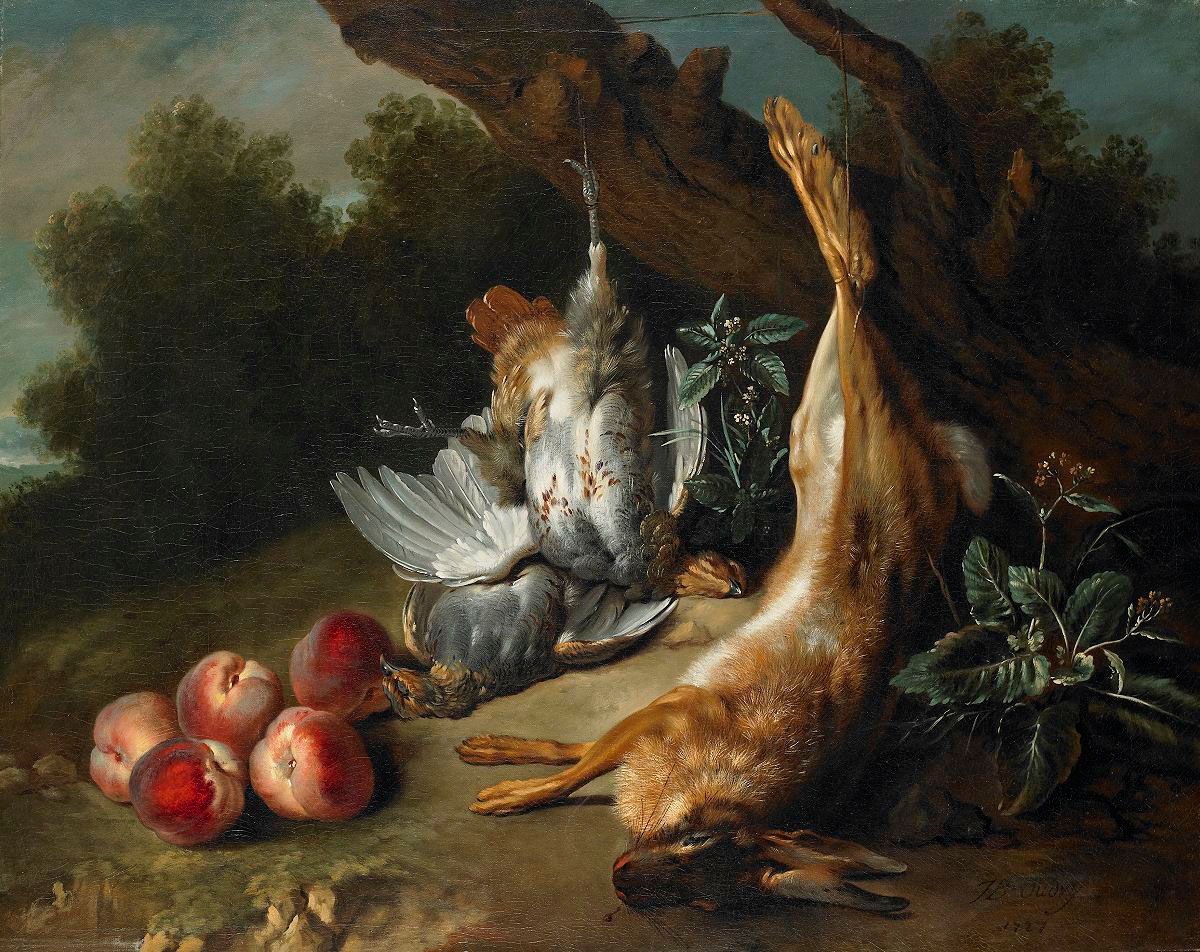
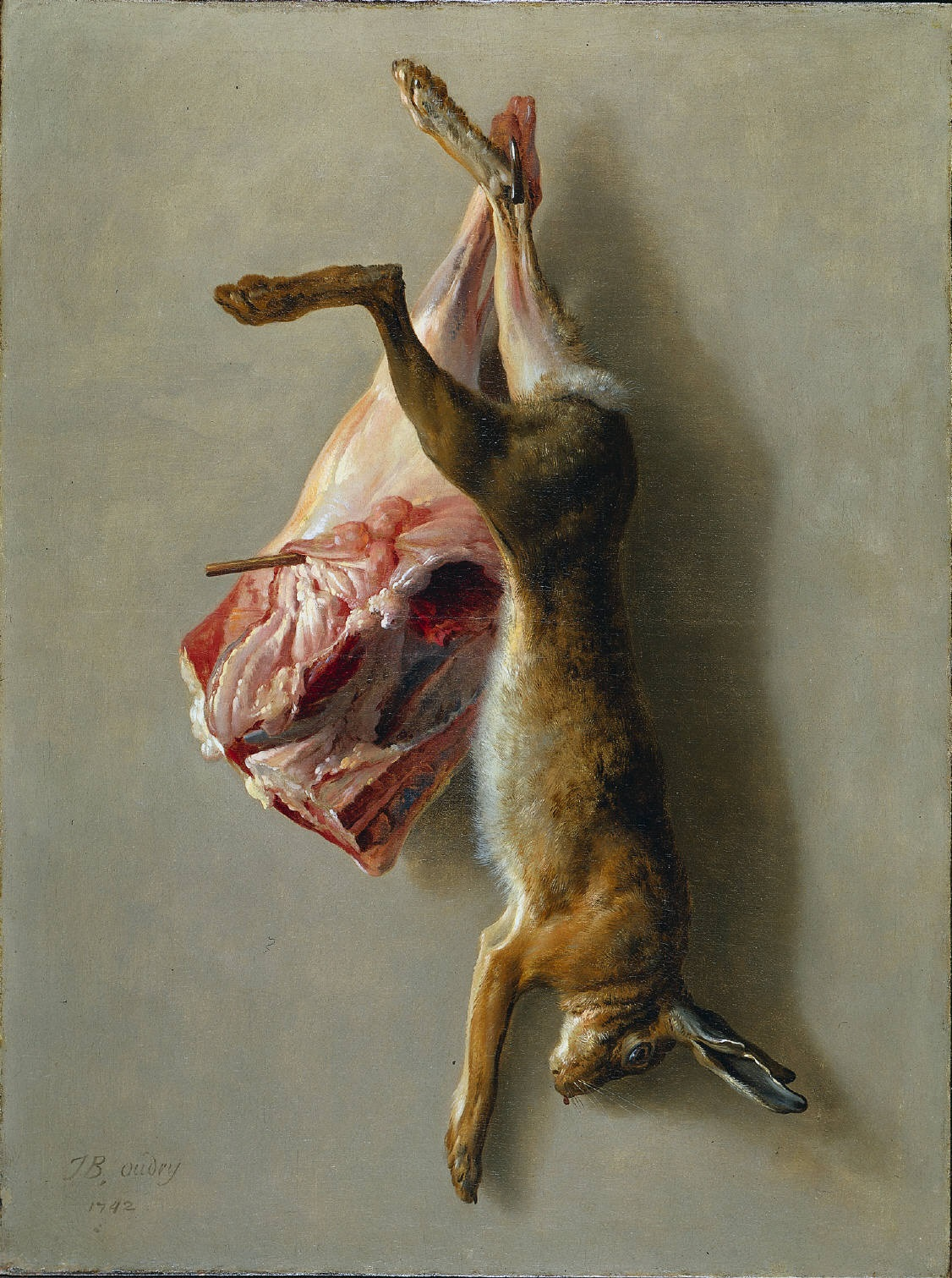
طبیعت بی‌جان با خرگوش و ران بره
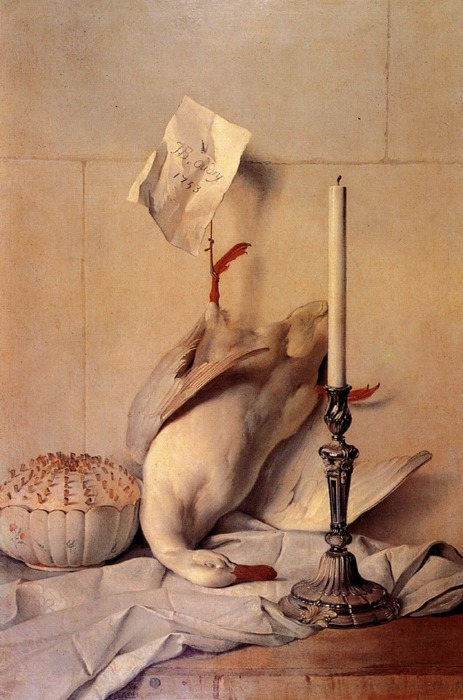
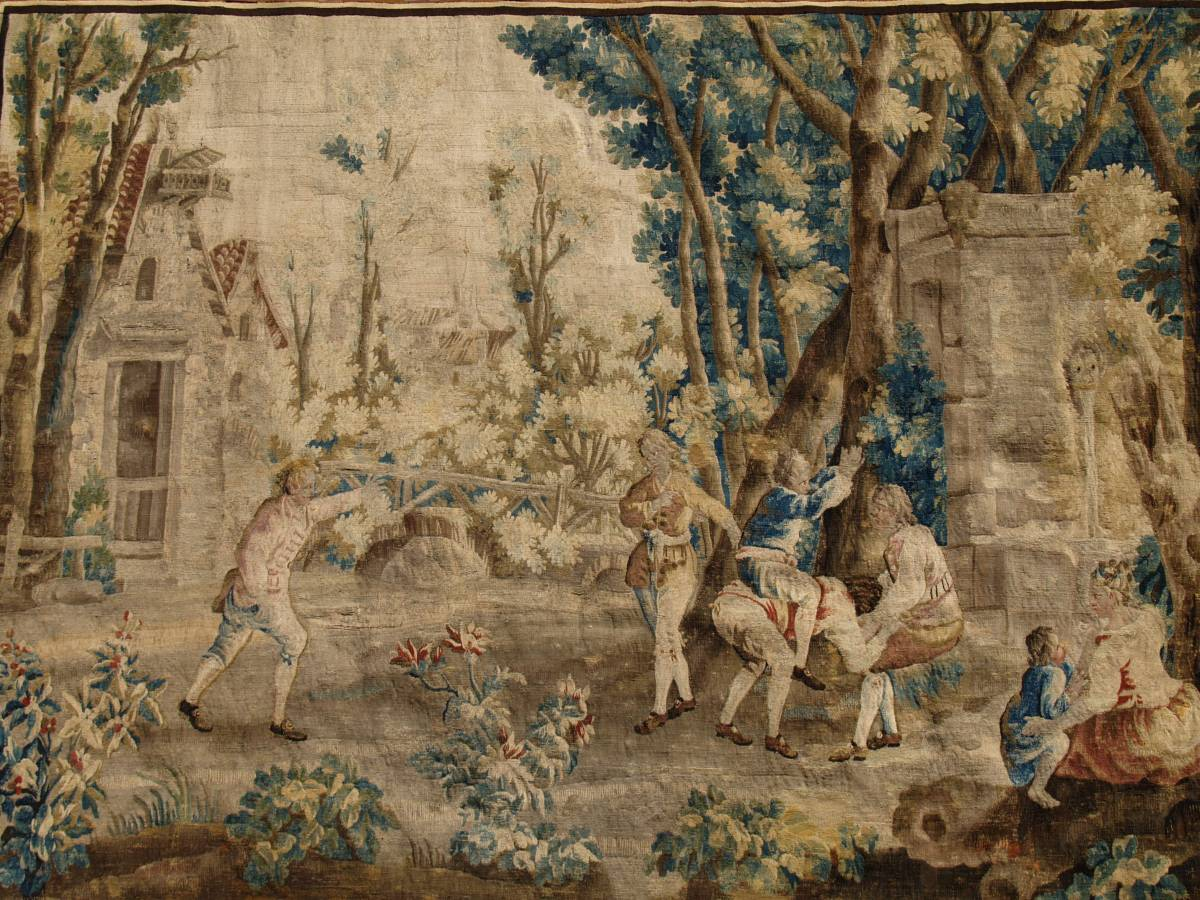
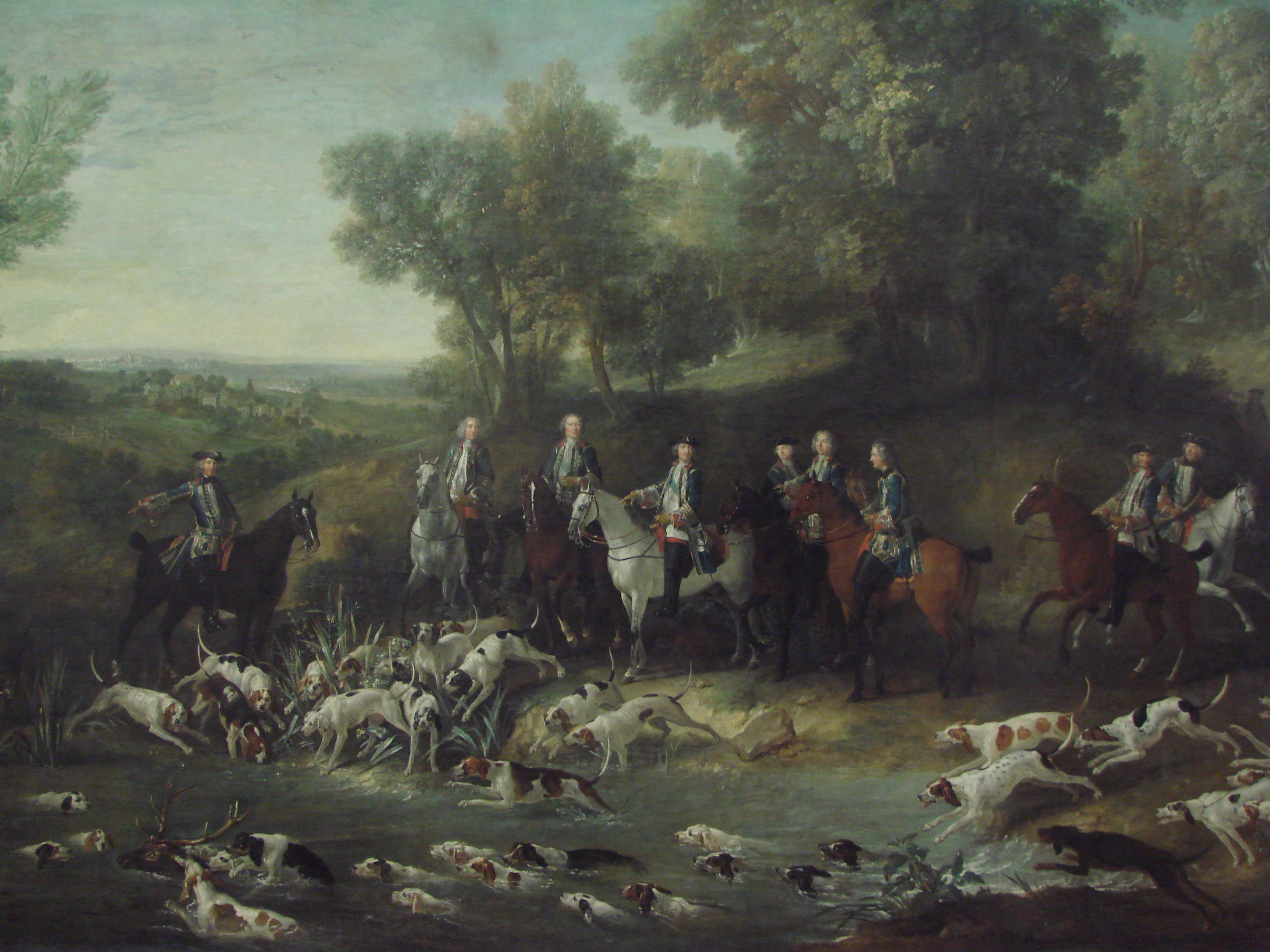
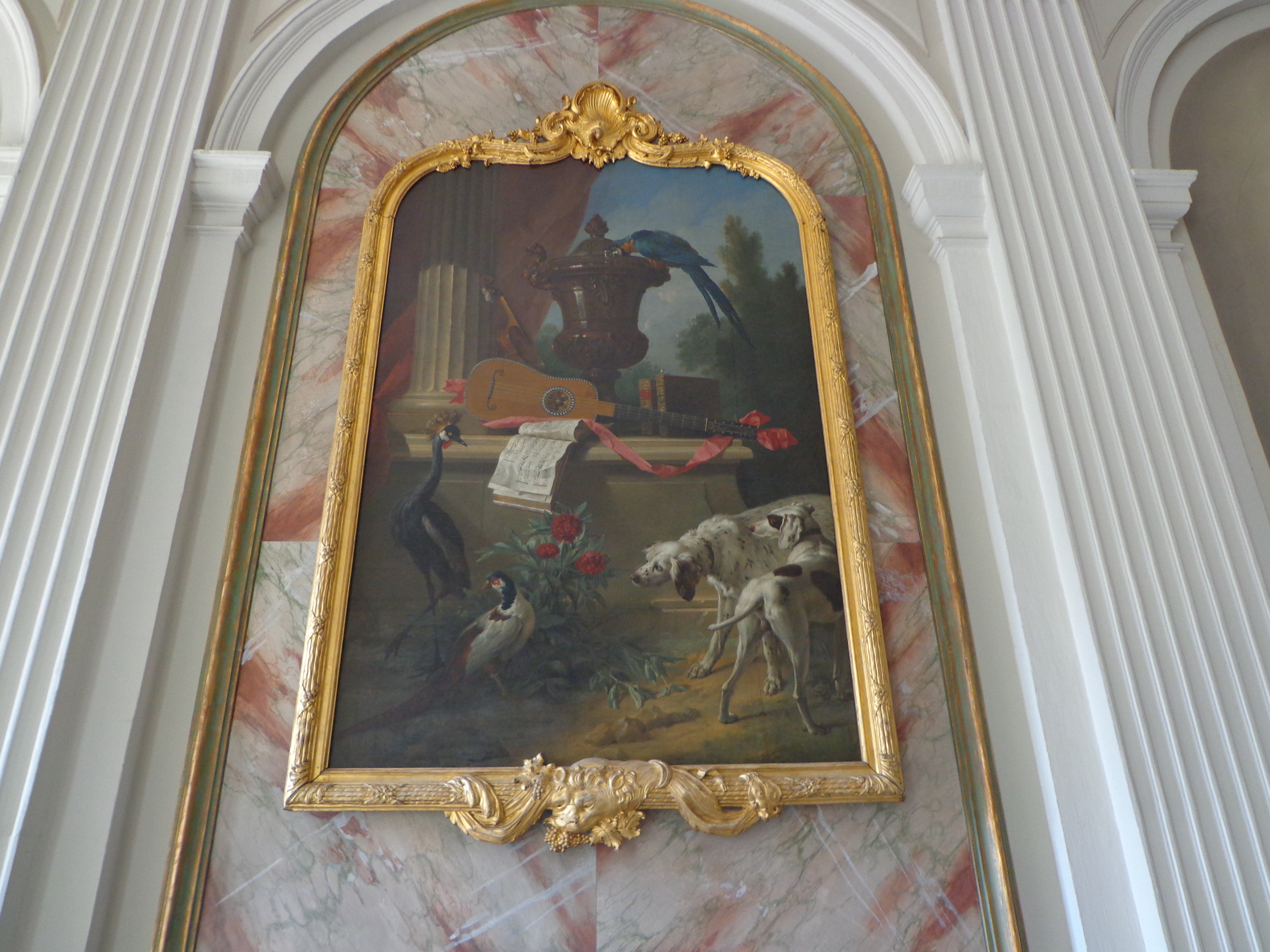
۱۷۴۲ م.
موزه هنر کلیولند